# Catostomus utawana
Catostomus utawana är en fiskart som beskrevs av Mather, 1886. Catostomus utawana ingår i släktet Catostomus och familjen Catostomidae. Inga underarter finns listade i Catalogue of Life.